# III саммит БРИКС
Третий саммит БРИК и первый саммит с участием ЮАР в качестве приглашенного члена, впервые проведенный в Китае, в городе Санья с 13 по 14 апреля 2011 года. Обсуждались вопросы закупок Бразильской авиатехники и Индийской фармацевтики. Также в лице замминистра экономики и развития РФ Олега Фомичева был озвучен призыв к Китаю больше вкладываться в высокотехнологичные совместные с Россией проекты, а не ограничиваться экспортом ресурсов из России и импортом производственных товаров.

## Расширение БРИК (БРИКС)
12 ноября 2010 года на саммите G20 в Сеуле Южно-Африканская Республика выразила желание присоединиться к БРИК. 21 декабря президент России Дмитрий Медведев и премьер-министр Индии Манмохан Сингх приняли совместное заявление, в котором одобрили идею подключения ЮАР к деятельности БРИК. 24 декабря 2010 министр международных отношений и сотрудничества ЮАР Маите Нкоана-Машабане заявила, что она получила уведомление по телефону от главы МИД КНР Ян Цзечи, согласно которому Китай, нынешний председатель БРИК, по согласованию с другими странами-членами организации приглашает ЮАР стать полноправным членом БРИК (БРИКС). Председатель КНР Ху Цзиньтао направил приглашение президенту ЮАР Джейкобу Зуме принять участие в саммите БРИКС в Китае в начале апреля 2011 года.